# Aircrack-ng
Aircrack-ng مجموعه ای از نرم‌افزارهای قوی در لینوکس یا ویندوز است که با تمرکز بر نقاط آسیب‌پذیر مودم و شبکه وایرلس می‌تواند اقدام به هک وای فای و نفوذ به وایرلس نماید. برخی از ابزارهایی که در این بسته نرم‌افزاری وجود دارند عبارتند از:
- aircrack-ng: ابزاری برای کرک رمزهای عبور WEP و WPA با استفاده از دیکشنری.
- airdecap-ng: ابزاری برای شکستن بسته‌های رمز نگاری شده با استفاده از رمز به دست آمده.
- airmon-ng: ابزاری برای فعال سازی monitor-mode در کارت شبکه‌های وایرلس.
- airodump-ng: ابزاری برای ذخیره بسته‌ها در قالب فایل‌های IVS. و PCAP. برای نمایش اطلاعات مربوط به شبکه‌های وایرلس.
- aireplay-ng: ابزاری برای تزریق بسته یا بستک به درون شبکه‌های وایرلس.
- airtun-ng: ابزاری برای ساخت تونل (tunnel) مجازی.
- airbase-ng: ابزاری برای ساخت اکسس پوینت‌های جعلی و تقلبی.

## ویژگی‌ها
- قابلیت نظارت و کنترل بسته‌های ارسالی در شبکه و تبدیل آن‌ها به فایل‌های متنی برای پردازش و احیاناً رمزگشایی آن‌ها با ابزارهای دیگر
- پاسخ گویی به حملات، دسترسی‌های غیرمجاز و نقاط دسترسی جعلی، با استفاده از تکنیک تزریق بسته
- توانایی تست کارت شبکه و مودم وای فای و شناسایی قابلیت‌ها و تزریق کد به آن‌ها
- دارای ابزار شکست پسوردهای WEP و WPA PSK در شبکه و هک پسورد وای فای
- سرعت بالا در زمینه پیدا کردن پسوردهای شبکه
- محیط کاربری ساده و آسان